# Röltjärnen (Lillhärdals socken, Härjedalen, 686550-142450)
Röltjärnen är en sjö i Härjedalens kommun i Härjedalen och ingår i Ljusnans huvudavrinningsområde.